# 智鳳
智鳳（ちほう、生没年不詳）は、飛鳥時代から奈良時代にかけて日本で活動した新羅の僧。
703年（大宝3年）に智鸞・智雄などとともに入唐し、慈恩大師基（或いは窺基）の法孫で法相第3祖の濮陽（ぼくよう）大師智周に師事して法相宗を学んだ。
奈良法興寺に住して法相宗を広め、日本における法相宗の第3伝とされる。706年（慶雲3年）藤原不比等が維摩会を復興した折にはその講師をつとめた。
弟子に義淵がいる。